# Natalia Montellano Durán
Natalia Montellano Durán (Santa Cruz de la Sierra, siglo XX) es una biotecnóloga  académica boliviana.

## Biografía
Nació en Santa Cruz de la Sierra. Es licenciada en biotecnología por la Universidad Católica de Santa Cruz en Bolivia. Realizó la tesis doctoral en ciencias biológicas por la Facultad de Ciencias Bioquímicas y Farmacéuticas en la Universidad Nacional de Rosario, Argentina, estudiando propiedades fisicoquímicas y biológicas de proteínas alimentarias. En esta universidad obtuvo un beca para finalizar el doctorado.

### Trayectoria profesional
Fue la primera  mujer directora de la carrera de Ingeniería en Biotecnología en la Universidad Católica Boliviana San Pablo, Santa Cruz, Bolivia, centrando su trabajo en el área de proteínas. También fue la primera mujer boliviana que tuvo acceso al premio que se otorga a mujeres investigadas en países en desarrollo. Por ello, fue nombrada presidenta del capítulo nacional Bolivia de la Organización para mujeres en ciencia en países en desarrollo (OWSD) y Early Career Fellow.
Miembro del Consejo de Investigaciones de la Academia Nacional de Ciencias de Bolivia-Departamental Santa Cruz. También forma parte de la Asociación de Emprendedores de Bolivia y Juventud Empresa. Tutora de iGEM Bolivia. Es voluntaria en distintas organizaciones para incentivar a la investigación, ciencia y desarrollo en Bolivia. En 2022 participó en el  Primer Congreso Científico Nacional Organización para las Mujeres en Ciencia en Países en Desarrollo – Capítulo Bolivia (OWSD - BOLIVIA). También es instructora internacional de los Clubes de Ciencias.
En 2022 se la consideró una de las 5 líderes en tecnología y ciencia, junto con Mariana Costa, Katya Romoleroux.

## Premios y reconocimientos
- 2019. Premio Early Career Fellowship de OWSD – UNESCO para investigadoras jóvenes en países en desarrollo.[4]
- 2020. Premio a jóvenes profesionales. Clubes de Ciencia Bolivia.[11]
- 2021. Reconocimiento, de la Sociedad Boliviana de Anestesiología.Valor agregado.[12]
- 2022. Una de las 5 latinas líderes en tecnología y ciencia.[10]